# Prometheus (Stargate)
De Prometheus is het eerste Aardse sterrenschip uit het sciencefictionuniversum van Stargate. De Prometheus is een sterrenschip van de Amerikaanse luchtmacht dat is bedoeld om de Aarde te beschermen tegen invasies vanuit de ruimte. Het schip bezit een hyperaandrijving die de mogelijkheid levert tot interstellaire reizen.
De Prometheus, het eerste sterrenschip van de Tau'ri dat de mogelijkheid heeft tot interstellaire ruimtereizen, is gebouwd door de Amerikaanse luchtmacht. De bedoeling van het schip was om de Aarde te beschermen tegen de Systeemheren en tegen de replicators. Het schip werd voltooid tegen het jaar 2003 en verwoest in 2006.
De Prometheus werd aangesteld om de Aarde te verdedigen. Eerst was dit tegen de systeemheren en na het verslaan van de Goa'uld werd de Prometheus de eerste defensielinie van de Aarde tegen de Ori.

## Technologie
De Prometheus bezit een hyperdrive die gevoed wordt door het explosieve naquadria, krachtige sublight-motoren, 8 F-302's, X-301's en X-302's, een Asgard-schild, Asgard-transporttechnologie en door de Asgard aangepaste wapens van de Aarde. Door de sublightmotoren kan het schip in 30 seconden uit de atmosfeer van de Aarde geraken en in de ruimte kan het tot 110.000 mijl per seconde afleggen. Het onderzoek naar de hyperdrive heeft de Amerikaanse luchtmacht 2 miljard dollar gekost.

## Bevelhebbers
De Prometheus heeft al onder veel bevelhebbers reizen en missies uitgevoerd. De eerste bevelheber van het schip was kolonel William Ronson. Die werd vervangen door kolonel Lionel Pendergast, die weer werd opgevolgd door generaal George Hammond.

## Einde van de Prometheus
Na 3 jaar dienst werd de Prometheus aangesteld om Daniel Jackson op te gaan halen van een planeet genaamd Tegalus en om de Ori-satelliet te vernietigen die in de ruimte rondom de planeet cirkelde. Alle pogingen om de Ori-satelliet te vernietigen mislukten omdat de wetenschappers enkele verkeerde berekeningen maakten en dachten dat de satelliet geen schilden kon hebben. Ook Daniel kon niet worden opgestraald omdat z'n radio was afgenomen. Toen de satelliet 3 maal had geschoten begaf de romp het en kolonel Pendergast straalde de bemanning naar de planeet en ging samen met nog 39 andere bemanningsleden ten onder met de Prometheus.